# Homar (Foča, BiH)
Homar je naseljeno mjesto u općini Foči, Republika Srpska, BiH. Nalazi se blizu granice s Crnom Gorom, sjeverno od rijeke Tare. U susjedstvu su Zlatni Bor, Pjelovci, Zavat, Dikanj Vakuf i Grdijevići.
Godine 1950. pripojeno je naselju Pjelovcima.